# Laura Lavric
Laura Lavric (n. 20 septembrie 1946, satul Costișa, comuna Frătăuții Noi, județul Rădăuți, acum județul Suceava) este o solistă de muzică populară din Bucovina. A participat la nenumărate evenimente și emisiuni (Tezaur folcloric, Vedeta populară, Teo Show etc.). 

## Viața
Laura Lavric  s-a născut pe 20 septembrie 1946, satul Costișa, comuna Fratăuții Noi, județul Suceava.
Pasiunea pentru muzica a început pentru Laura Lavric de la o vârstă foarte frageda. Mai întâi Laura ciulea urechile cu încântare la fanfara din sat, apoi a fost de-a dreptul fermecata pe primul patefon adus în sat cu Maria Tănase.
După terminarea scolii, Laura Lavric este angajata la o cooperativa de croitorie din Radauți.
Participa la Festivalul Național al Cooperativelor Meșteșugăresti la Targu-Mures, unde câstigă primul premiu important din carieră.
În 1967, a participat la Festivalul Național Televizat de folclor Dialog la distanță, unde a luat doar 10.
În 1969, Electrecord îi ia 4 piese dintr-o emisiunea Radio și îi realizează primul disc.
Apoi, a înregistrat discuri la Electrecord din 1976 până în 1995.
După 1990 a înregistrat și la alte firme de înregistrări. 

## Discografie
- 2022- Suceveanca - 14 piese Producător: Ana Sound
- 2014 - Hai români de peste sate - 14 piese Producător: Taifasuri - Orchestrele Viorel Leancă și ”Rapsozii Botoșanilor”
- 2010 - Bună vreme, bun găsit - 14 piese - Producător: Roton - Orchestra Viorel Leancă
- 2005 - S-o dat o veste asară - 16 piese - Producător: Roton - Orchestra ”Rapsozii Botoșanilor”
- 2002 - Dragu mi-i la veselie - 15 piese - Producător: RBA - Orchestra Viorel Leancă
- 2000 - Hai la sârbă moldoveni - 16 piese - Producător: RBA - Orchestra Viorel Leancă
- 1999 - Tare-mi place ca să joc - 23 piese - Producător: Electrecord - Orchestrele ”Rapsozii Botoșanilor” și Viorel Leancă
- 1997 - Zi-i un cântec de pahar - 13 piese - Producător: Roton - Orchestra ”Rapsozii Botoșanilor
- 1995 - Cine știe jocul meu - 12 piese - Producător: Electrecord - Orchestra Viorel Leancă
- 1991 - Tare-mi place ca să joc - 12 piese - Producător: Electrecord - Orchestra Viorel Leancă
- 1988 - Badea-i ciobănaș la oi - 11 piese - Producător: Electrecord - Orchestra Viorel Leancă
- 1986 - De-aș trăi ca bradu-n munte - 12 piese - Producător: Electrecord - Orchestra ”Rapsozii Botoșanilor”
- 1984 - Cânt că-mi este lumea dragă - 13 piese - Producător: Electrecord - Orchestra ”Rapsozii Botoșanilor”
- 1982 - Mi-e drag unde m-am născut - 13 piese - Producător: Electrecord - Orchestra ”Rapsozii Botoșanilor”
- 1978 - Moldovă, mândră grădină - 12 piese- Producător: Electrecord - Orchestra George Sârbu
- 1976 - Vine dorul de cu seară - 4 piese - Producător: Electrecord - Orchestra Paraschiv Oprea
- 1969 - Tot mi-ai zis bădiță-așa - 4 piese - Producător: Electrecord - Orchestra Victor Predescu

Unele dintre cele mai cunoscute titluri din repertoriul artistei pot fi desemnate piesele:
- Tare-mi place ca să joc;
- Horile, horile-mi plac;
- Iată sârba din Flămânzi;
- Cânt că-mi este lumea dragă;
- Hopa, hop și iarăși hop!;
- Joacă, bădiță, cu foc;
- Jocul ițelor;
- Ne despărțim și tare-aș vrea;
- La crâșma lui Costănel;
- S-o dat o veste asară;
- Badea-i ciobănaș la oi;
- Munte, munte, brad umbros;
- Bătuta din Călărași;
- Hai la sârbă moldoveni;
- Am plecat de-acasă;
- Hai bădiță lângă mine;
- Ghiță, pălărie nouă;
- Hai români de peste sate;
- Hai la joc flăcăi și fete.